# LIVEHOUSE SOUNDNOTE NAGOYA
LIVEHOUSE SOUNDNOTE NAGOYA（ライブハウスサウンドノートナゴヤ、英語: LIVEHOUSE SOUNDNOTE NAGOYA）は、愛知県名古屋市天白区にあるライブハウスである。
(有)project-tが運営。同社が所有する3階建てビルの1階部分にあり、2階には同社が運営するリハーサルスタジオ、3階も同様に同社が運営するライブハウスである。
不定期に休館する場合がある。

## 特徴
ホール内は一般的な黒を基調としたデザインとなっている。学生の利用が多いため、控室にギターをかけるスタンドやフックが多くみられる。ホール内は分煙となっており、喫煙エリアが設けられている。

### 座席構成
定員は150名。全席着座の場合は60-70人。

### ステージ
幅5.48m、奥行き5.4m。

### 照明器具
ステージ及びホール内には18個のムービングライト、4個のムービングスポット、4個のムービングバー、3個のレーザー、2個のメツブシ、23個のパーライトの構成。

### 背面ディスプレイ
ステージ後面にはLEDディスプレイを備えておりそのサイズは約180インチである。アーティストロゴの表示、動画の再生、映像を流しながら音声をモニターアウトできるので、ドラマーがクリック音を聞きながら映像に合わせての演奏も可能となっている。また、ビデオカメラで撮影されているリアルタイムの映像の投影も可能。表示するパソコンがLINE、スカイプのアカウントを有しており、背面ディスプレイを使っての映像通話ができる。

### プロジェクター
客席後方にプロジェクターを備えており、中央にある透過式のスクリーンに設置されたビデオカメラの映像を投影することが可能である。演者は左右反転に映されたモニターを見ながら立ち位置の調節などができ、後方の客席からも透過式のスクリーンによりビデオの映像を見ることが可能となっている。

### 音響機材
Electro-Voice社製のTX2152スピーカー左右と天吊りで4発設置されている。最前列中央付近の音量バランスの悪化を防ぐ為、センタースピーカーが中央に配してある。

### コインロッカー
100円の有料コインロッカーがホール手前の通路に30、演者用に18備えている。